# William McChesney Martin
William McChesney Martin, Jr.., född 17 december 1906 i St. Louis, Missouri, död 28 juli 1998 i Washington, D.C., var en amerikansk finansman och centralbankschef. Han är den som suttit längst på posten som ordförande för Federal Reserve, åren 1951–1970, under fem presidenter.